# 娘をよろしく
「娘をよろしく」（むすめをよろしく）は、大塚博堂の曲。1977年発売の2枚目のアルバム『過ぎ去りし想い出は』に収録された。博堂の死後、1981年6月13日にシングルカットされた。

## エピソード
- この曲は、アルバム収録曲の中でも根強い人気があり、博堂の死後にシングルカットされることになった。
- この曲は、博堂がクラブで弾き語りをしていたときに、仲間から詞をもらい出来たと言われている。
- 藤山寛美の娘の結婚式で、博堂がこの歌を歌った（1982年5月20日・日之出出版・大塚俊英著 -「博堂は風になった」より）。また、結婚式でよく歌われる曲である。

## カバー
さとう宗幸がカバーしている。

## 収録曲
1. 娘をよろしく
作詞：広瀬俊夫　作曲：大塚博堂　編曲：森岡賢一郎
2. 娘をよろしく （カラオケ）